# بالیک‌حصار (آک‌یورت)
بالیک‌حصار (به لاتین: Balıkhisar) یک منطقهٔ مسکونی در ترکیه است که در اکیورت واقع شده‌است.